# Diphyes antarctica
Diphyes antarctica är en nässeldjursart som beskrevs av Moser 1925. Diphyes antarctica ingår i släktet Diphyes och familjen Diphyidae.
Artens utbredningsområde är Södra Ishavet. Inga underarter finns listade i Catalogue of Life.